# Andrias japonicus
Salamandre géante du Japon, Grande salamandre du Japon
Ne doit pas être confondu avec Salamandre géante de Chine.
Espèce
Synonymes
- Triton japonicus Temminck, 1836
- Megalobatrachus sieboldi Tschudi, 1837
- Salamandra maxima Schlegel, 1837

Statut de conservation UICN

 NT  : Quasi menacé
Statut CITES
Andrias japonicus, la Salamandre géante du Japon ou Grande salamandre du Japon, est une espèce d'urodèles de la famille des Cryptobranchidae.

## Aire de répartition

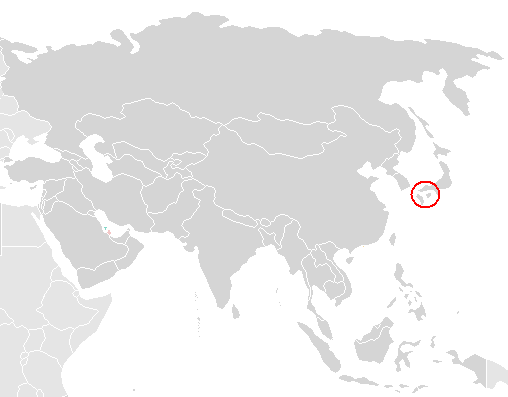
Distribution

Cette espèce est endémique du Japon. Elle se rencontre dans le Sud de Honshū, à Shikoku et à Kyūshū.

## Description
Quoique plus gracile que la Salamandre géante de Chine, cette espèce de salamandre géante est l'une des plus imposantes au monde. Ses représentants peuvent peser 35 kg et atteindre selon certains une longueur  de 1 m à 1,4 m et selon d'autres une longueur de 2 m. La vue de cette espèce est faible.

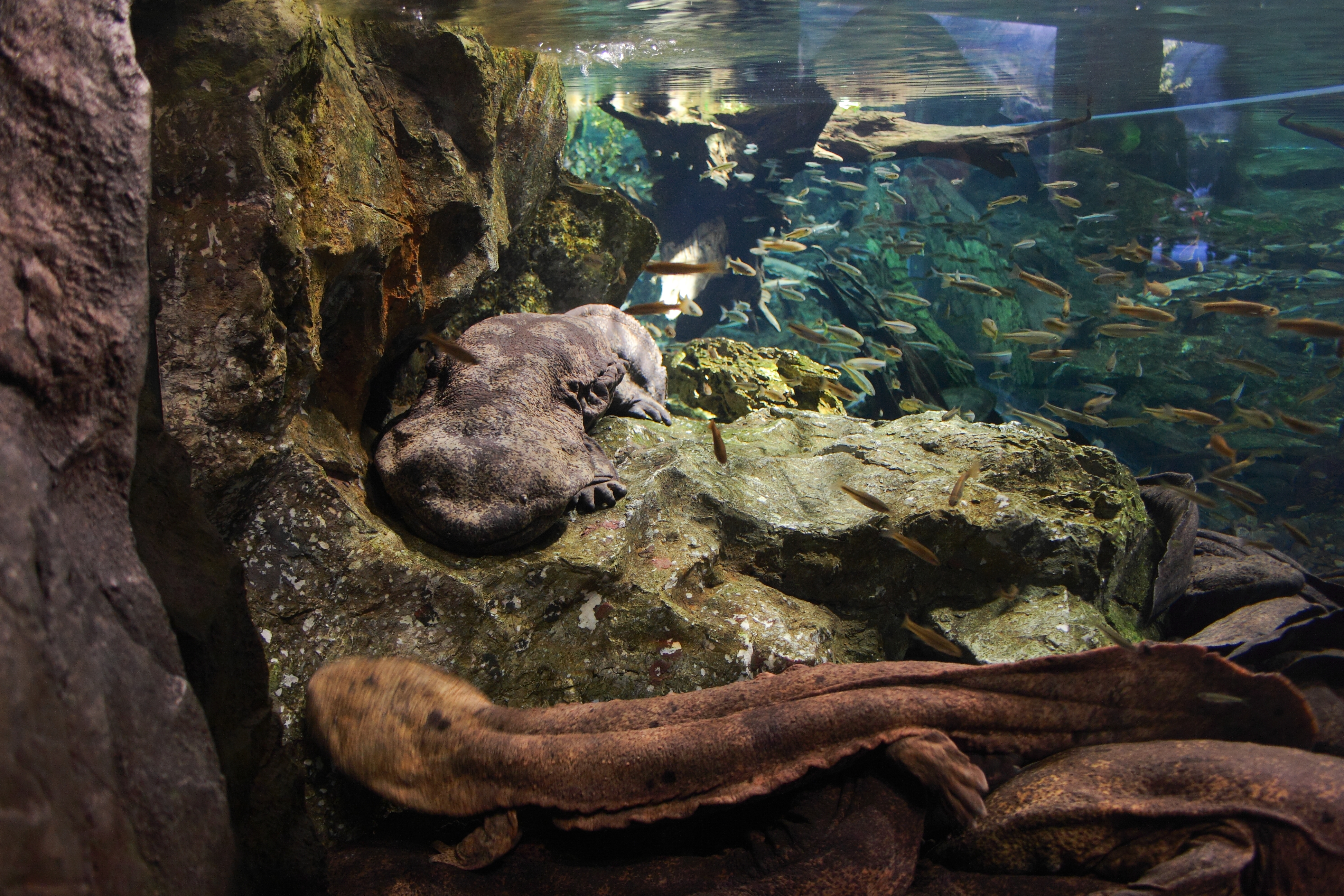
Deux Andrias japonicus dans un aquarium de Kyoto
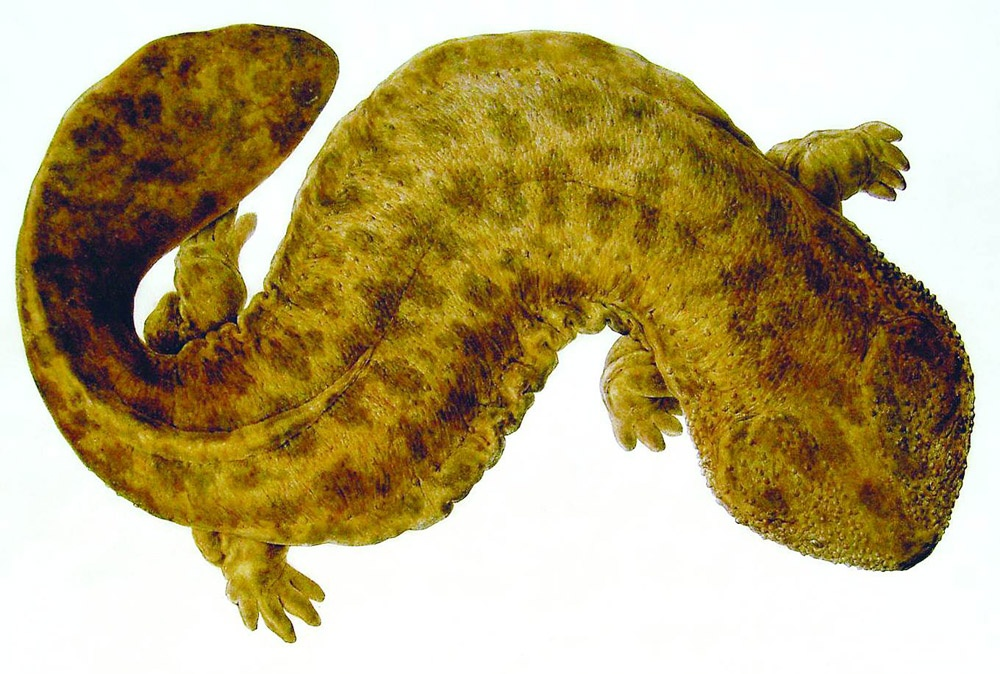
Naturalisé, collection Siebold, Naturalis à Leyde
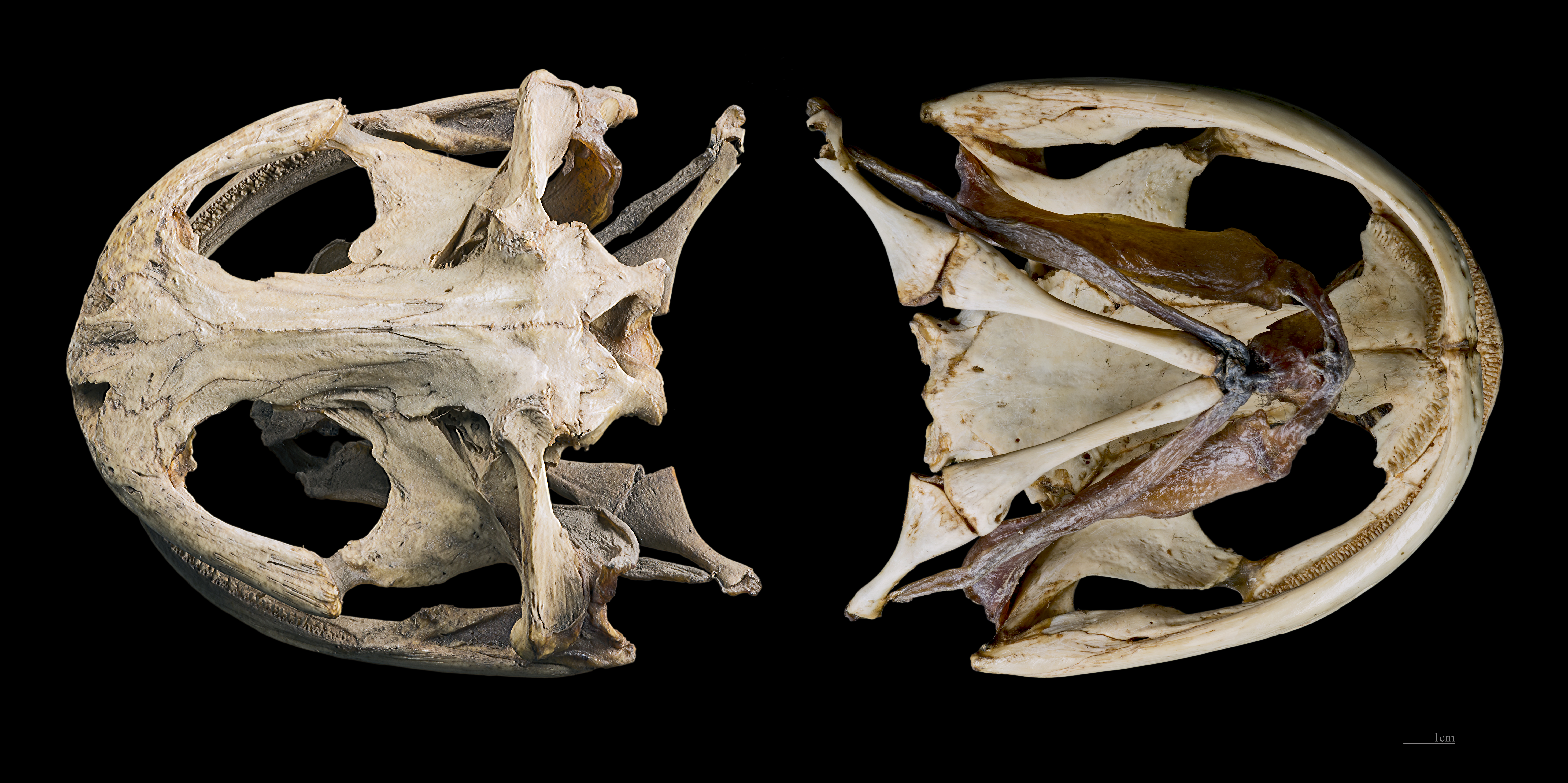
Vues d'un crâne (Muséum de Toulouse)
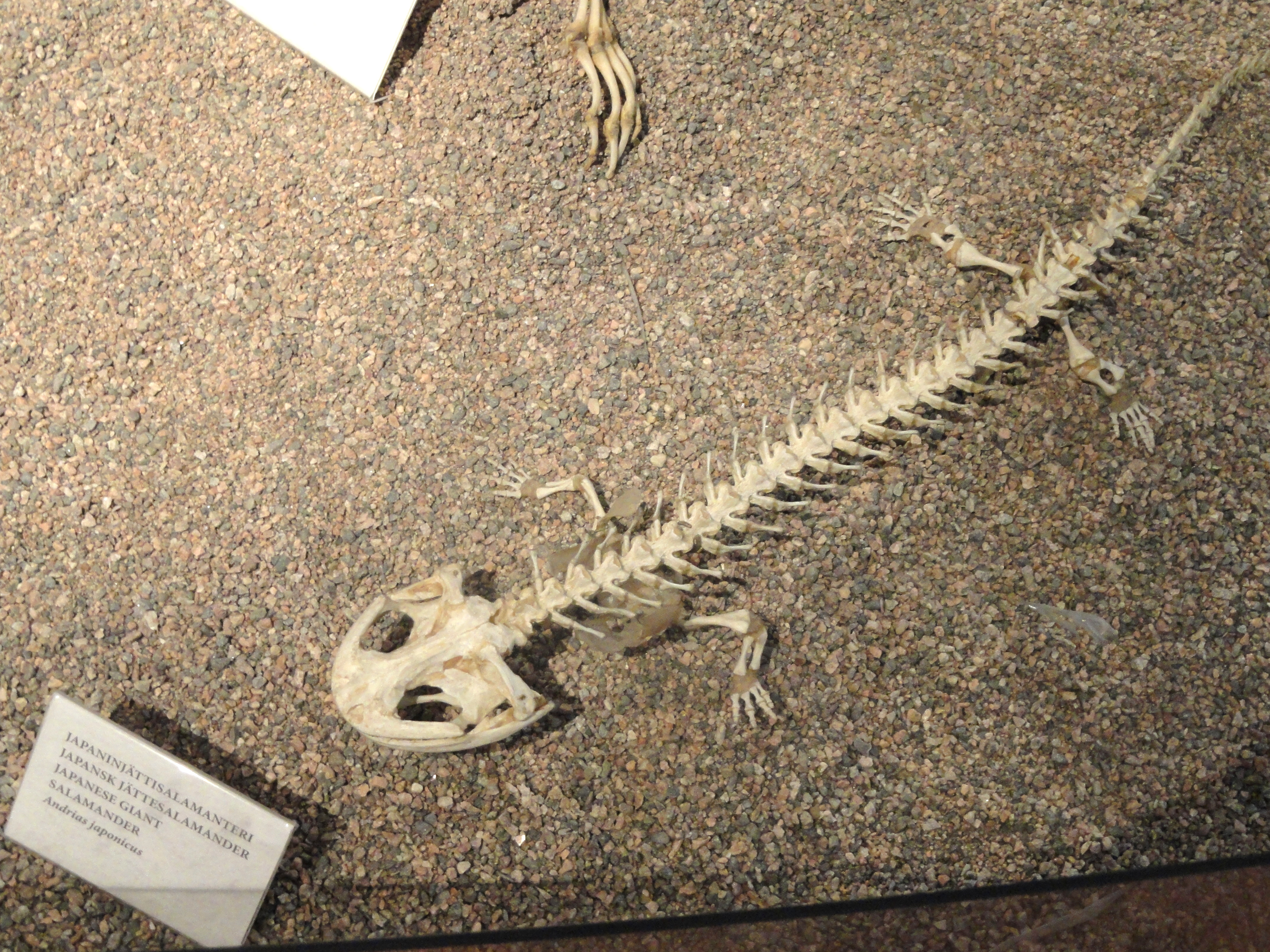
Squelette

## Biologie
Au zoo d'Amsterdam, un individu a vécu 52 ans. Elle vit en moyenne 30 ans mais peut atteindre 80 ans.

## Menace
Cette salamandre géante aquatique est menacée par la dégradation de son habitat. 

## Systématique
L'espèce Andrias japonicus  a été décrite par Coenraad Jacob Temminck en 1836 sous le nom initial de Triton japonicus .
Megalobatrachus sieboldi et Salamandra maxima ont été placées en synonymie avec Andrias japonicus par Stejneger en 1907.

## Andrias japonicusdans la culture

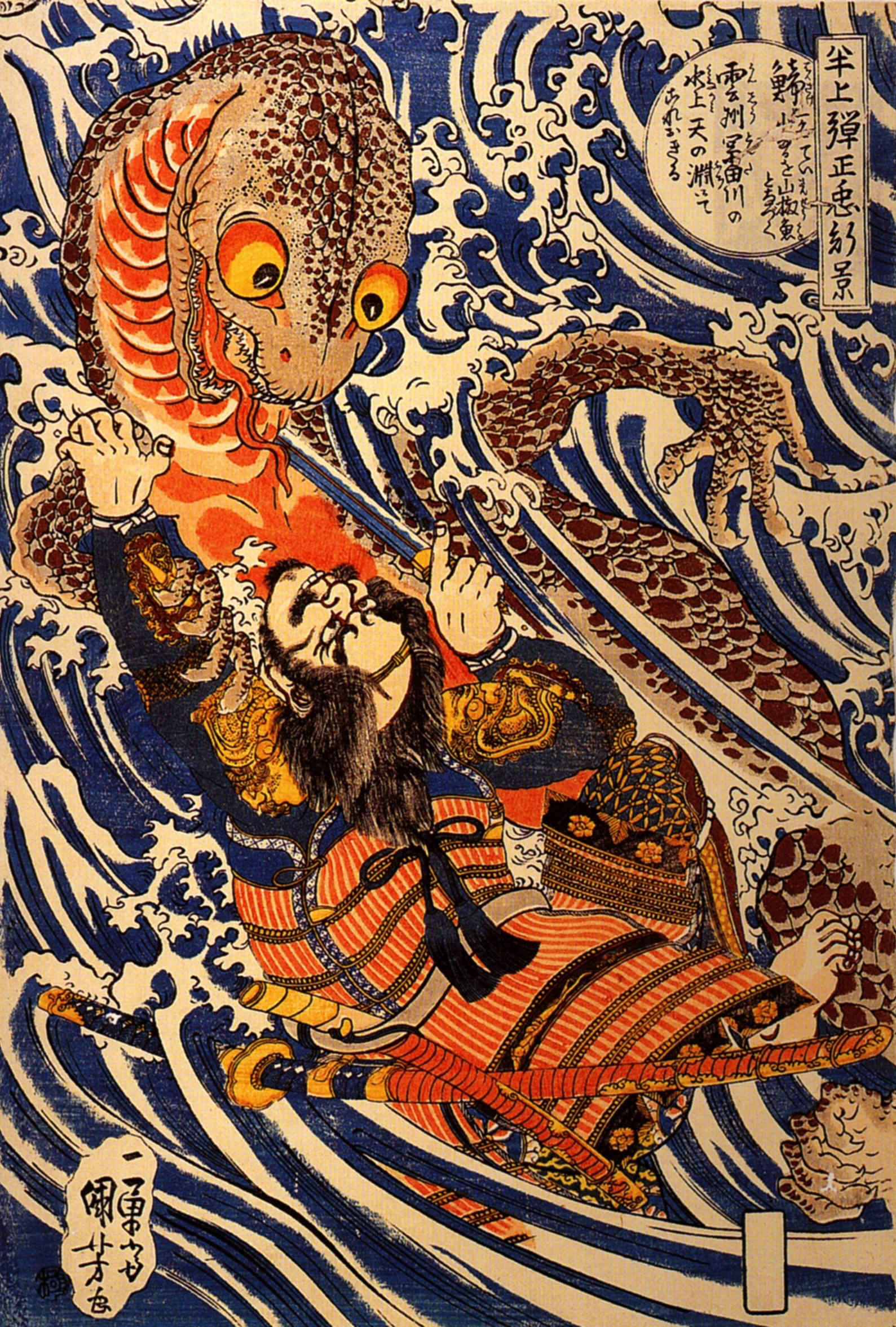
Ukiyo-e imprimé par Utagawa Kuniyoshi dépeignant une salamandre géante égorgée par le samouraï Hanagami Danjō no jō Arakage

L'espèce donne son nom au cinquième volume des Aventures Extraordinaires d'Adèle Blanc-Sec, Le Secret de la salamandre, bande dessinée de Tardi, publiée en 1980. Dans cette aventure, un message dont la découverte permet de dénouer l'intrigue, est caché dans un specimen naturalisé de Salamandre du Japon conservé au Jardin des Plantes à Paris.
L'espèce a également une place importante dans La Montagne magique, ouvrage du mangaka Jirō Taniguchi publié en 2007.

## Publication originale
- Temminck, 1836 : Coup d'œil sur la Fauna des Îles de la Sonde et de l'empire du Japon. Discours Préliminaire Destiné à Servir d'Introduction à la Faune du Japon. Amsterdam: Müller.